# Body positivity

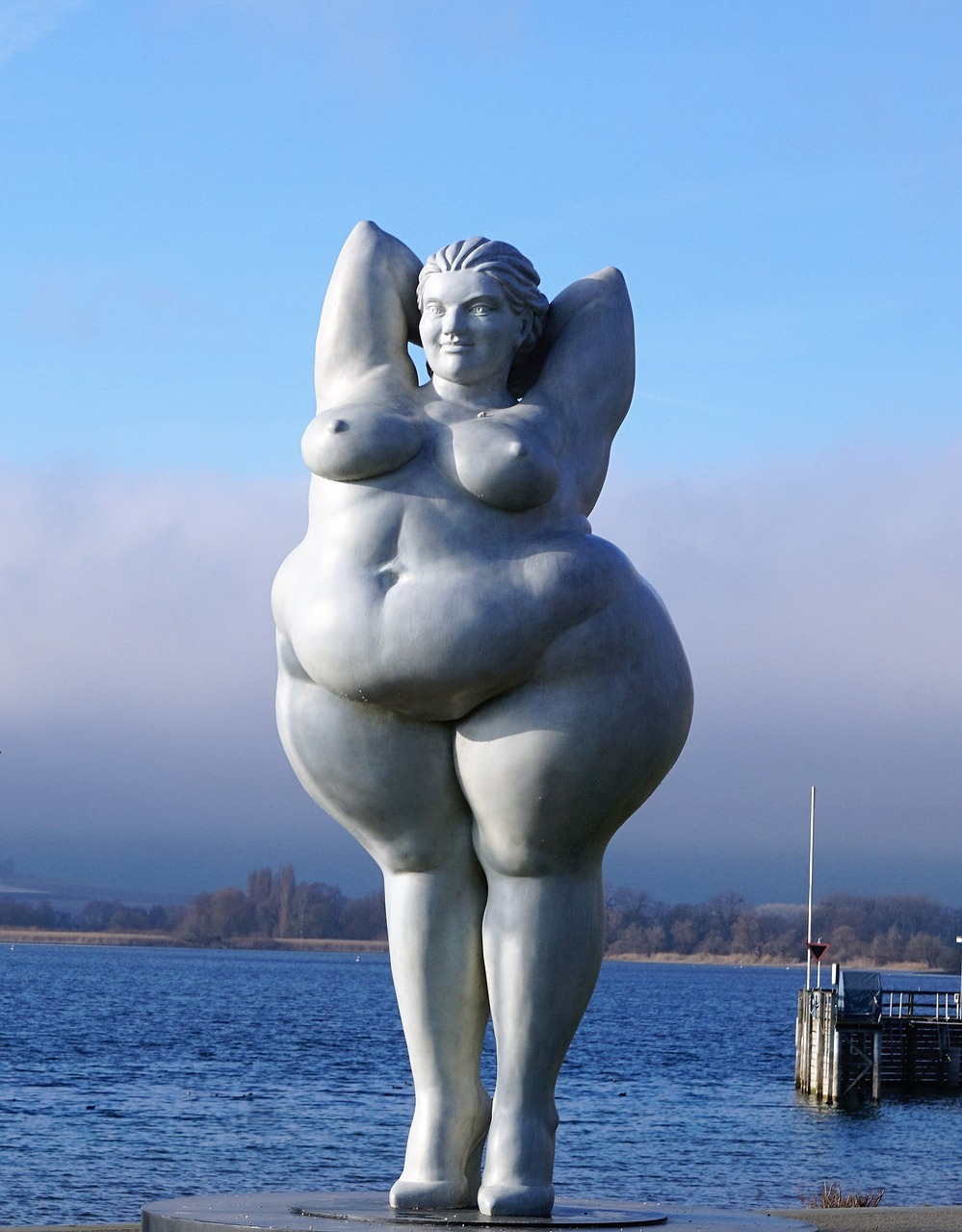
Scultura Yolanda di Miriam Lenk (2016)

La body positivity è un movimento sociale che promuove l'accettazione di tutti gli aspetti fisici, indipendentemente da come la società e la cultura popolare vedono la forma, le dimensioni e l'aspetto ideali. 
Gli standard di bellezza, riguardanti ad esempio taglia, forma, colore della pelle, genere e abilità fisica, sono considerati come un costrutto sociale relativo, mentre l'accento è posto sulla salute complessiva, piuttosto che sull'aspetto esteriore.
Le sue radici risalgono al movimento per la fat acceptance (lett. "accettazione della grassezza") contro il fat shaming,  ma si differenzia da esso in quanto si rivolge a qualsiasi tipo di corpo; il fat acceptance, invece, si limita ai corpi sovrappeso o affetti da obesità.
Il movimento ha come obiettivo quello di ridurre la discriminazione corporea, combattere la cultura della magrezza e incoraggiare l'autostima, in contrasto alla stigmatizzazione dei corpi non conformi agli standard tradizionali di bellezza.

## Origini
Sebbene il termine abbia guadagnato popolarità negli ultimi decenni, le sue radici affondano nel contesto delle lotte per i diritti civili, in particolare il movimento femminista della fine degli anni '60 e inizio '70. Durante questo periodo sono nati anche gruppi come la NAAFA (National Association to Advance Fat Acceptance), che hanno lottato per i diritti delle persone di taglia grande, mettendo in discussione la connessione tra bellezza e magrezza.
Attiviste come Betty Friedan, in The Feminine Mystique, e Germaine Greer, nella sua opera L'eunuco femmina, criticarono il modo in cui la società definiva il ruolo della donna, e in particolare come gli ideali di bellezza limitassero la libertà femminile, e iniziarono a criticare l'idea che le donne dovessero conformarsi a determinati standard estetici.
In questo contesto, la pubblicazione di libri come Fat Is a Feminist Issue (1978) di Susie Orbach ha sollevato interrogativi sul modo in cui la società vedeva e trattava i corpi femminili non conformi agli ideali di bellezza.
Il movimento moderno di body positivity ha preso forma negli anni '90, come reazione all'aumento dei disturbi alimentari e all'impatto dei media sulla percezione del corpo. Negli Stati Uniti, attivisti come Marilyn Wann e Sandy Szwarc hanno promosso l'idea che tutte le taglie fossero belle, contrastando la convinzione che solo i corpi magri e conformi agli standard estetici fossero sani o desiderabili.
Negli anni 2010, il movimento ha acquisito visibilità grazie ai social media e a influencer come Tess Holliday, Ashley Graham, e Lizzo, che sono diventati simboli di questo movimento.
In questo periodo, anche il settore della moda ha cominciato a rispondere al movimento, con marchi come Aerie e Savage X Fenty che hanno abbracciato la diversità corporea, promuovendo una visione inclusiva della bellezza attraverso le loro campagne pubblicitarie. Le modelle di diverse taglie, etnie e identità di genere sono diventate sempre più visibili nelle pubblicità, contribuendo a una maggiore rappresentazione dei corpi reali.

## Diffusione tramite i media
Il movimento della body positivity ha conosciuto una significativa espansione grazie ai media digitali, in particolare attraverso le piattaforme social come Instagram, TikTok e YouTube. L'ampia diffusione di contenuti visivi ha reso possibile la condivisione di messaggi orientati all'accettazione del corpo e alla valorizzazione della diversità fisica, coinvolgendo individui di ogni età, genere ed etnia. Attraverso hashtag come #BodyPositivity, #LoveYourBody e #AllBodiesAreGoodBodies, il movimento ha raggiunto un pubblico globale, diventando parte del linguaggio culturale contemporaneo.
L'impatto dei social media è stato duplice: da un lato, ha consentito una maggiore rappresentazione di corpi non conformi agli standard estetici tradizionali, offrendo visibilità a persone spesso escluse dai media mainstream; dall'altro, ha sollevato critiche in merito alla commercializzazione del messaggio e all'appropriazione del concetto da parte di influencer e brand, che talvolta ne riducono il significato originario a fini promozionali.
Diversi studi hanno evidenziato come l'esposizione a contenuti body positive possa influenzare positivamente l'autostima e l'immagine corporea, soprattutto nei soggetti adolescenti e nei giovani adulti. Tuttavia, l'effetto può variare in base alla modalità di fruizione dei contenuti e alla percezione individuale degli stessi.
Anche la pubblicità ha giocato un ruolo chiave nella diffusione del movimento, con campagne di grandi marchi che hanno scelto di rappresentare corpi considerati "non convenzionali", contribuendo a una maggiore consapevolezza collettiva sul tema dell'inclusività.

## Effetti psicologici
Il movimento della body positivity ha generato un impatto significativo sul benessere psicologico di molte persone, promuovendo un approccio più accogliente e compassionevole verso il proprio corpo. Diversi studi indicano che l’esposizione a contenuti che valorizzano la diversità corporea può ridurre i livelli di insoddisfazione corporea e favorire una maggiore autostima, specialmente tra adolescenti e giovani adulti.
La rappresentazione positiva di corpi di ogni forma, taglia ed etnia può contrastare l’interiorizzazione degli ideali estetici irrealistici promossi dai media tradizionali, spesso legati a standard di magrezza estrema o muscolosità eccessiva. Questo cambiamento nella percezione dell'immagine corporea è associato a una diminuzione dei comportamenti alimentari disfunzionali e del ricorso a pratiche dannose per raggiungere un determinato aspetto fisico.
Tuttavia, la letteratura scientifica sottolinea anche alcuni limiti. In alcuni casi, l’esposizione a contenuti body positive può suscitare sentimenti ambivalenti o frustrazione nei soggetti con disturbi dell’immagine corporea più radicati, specialmente se i messaggi trasmessi vengono percepiti come poco autentici o idealizzati.
Alcuni ricercatori evidenziano come l'efficacia dei contenuti body positive dipenda dalla credibilità della fonte e dalla capacità dei messaggi di essere percepiti come inclusivi e realistici. In presenza di questi fattori, è più probabile che i contenuti influenzino positivamente il benessere psicologico, favorendo atteggiamenti di accettazione di sé e riducendo l’auto-oggettivazione.

## Controversie
Le critiche al movimento si sono concentrate sulla progressiva commercializzazione e perdita delle origini radicali e della carica politica, sottolineando come molti marchi di moda abbiano adottato la body positivity in modo superficiale, senza un reale impegno verso l'inclusività.
Alcuni professionisti della salute temono che la body positivity possa normalizzare l'obesità, scoraggiando comportamenti salutari. Uno studio del 2012 ha rilevato che solo l'1,4% dei futuri dietisti, medici e infermieri aveva un atteggiamento positivo o neutro verso l'eccesso di peso corporeo.
Il movimento è stato criticato per concentrarsi eccessivamente sull'aspetto fisico, perpetuando l'idea che il valore di una persona sia legato al suo corpo. Questo ha portato alla nascita del concetto di "body neutrality", che promuove l'accettazione del corpo senza focalizzarsi sull'estetica.
Celebrità con corpi conformi agli standard dominanti sono spesso celebrate come icone della body positivity, mentre le persone realmente marginalizzate continuano a essere invisibili.

## Connessioni con altri movimenti
Il movimento della body positivity è strettamente connesso ad altri movimenti sociali che promuovono l'inclusività, l'uguaglianza e la giustizia sociale. Tra questi, uno dei più rilevanti è il fat acceptance movement, nato negli Stati Uniti negli anni '60, il cui obiettivo principale è combattere la discriminazione nei confronti delle persone con corpi grassi e promuovere la dignità e i diritti civili indipendentemente dalla taglia.
Un'altra connessione significativa è quella con il movimento femminista, che ha storicamente criticato gli standard di bellezza imposti dalla società patriarcale. La body positivity è stata abbracciata da molte femministe contemporanee come parte integrante della lotta contro l’oggettivazione del corpo femminile e la pressione estetica esercitata sui corpi delle donne nei media e nella cultura popolare.
Il movimento si intreccia inoltre con il discorso sull’intersezionalità, evidenziando come la percezione del corpo e l’accesso alla rappresentazione pubblica siano influenzati da fattori come razza, genere, abilità fisica e orientamento sessuale. In questo contesto, la body positivity cerca di dare voce anche ai corpi spesso marginalizzati, come quelli delle persone nere, disabili o trans, creando un dialogo con movimenti come Black Lives Matter, disability rights movement e LGBTQ+ pride.
In ambito contemporaneo, la body neutrality rappresenta una risposta critica e complementare al body positivity. Pur condividendo l’intento di contrastare la cultura della dieta e l’ossessione per l’estetica, la body neutrality pone l'accento sulla funzionalità del corpo piuttosto che sulla sua apparenza, promuovendo un rapporto più distaccato e pragmatico con l’immagine corporea.
In sintesi, il movimento body positive si colloca in una rete più ampia di movimenti per i diritti civili e per la giustizia sociale, contribuendo alla ridefinizione degli ideali corporei e a un maggior riconoscimento della pluralità delle esperienze umane.